# Kiez
Un Kiez (prononcé [ˈkiːts] ; littéralement « pâté de maisons ») est un mot allemand qui désigne un voisinage, une petite communauté à l'intérieur d'une ville plus grande. Le terme se réfère plus particulièrement à Berlin et aux villes du Nord du pays.